# Cabra pirinenca
La cabra pirinenca (Capra pyrenaica pyrenaica), popularment anomenada herc (segons el Diccionari etimològic i complementari de la llengua catalana i el diccionari d'Enciclopèdia Catalana, erc (segons el Diccionari català-valencià-balear) o herc del Pirineu, és una subespècie de cabra hispànica, actualment extinta. El 5 de gener del 2000 en morí el darrer exemplar, Cèlia, que vivia als Pirineus. Aquesta subespècie de cabra ibèrica estava en perill d'extinció des de començament del segle xx, a causa principalment de l'excessiva pressió cinegètica.
Es tracta de la segona subespècie de cabra ibèrica extinta directament per l'acció humana després que el "Mueyu" (Capra pyrenaica lusitanica), una altra varietat portuguesa, fos extinta el 1892. El seu pelatge més llarg i espès a l'hivern i la major grossària de la base de les banyes, tant als mascles com les femelles, la diferenciaven d'altres varietats ibèriques. El banyam o cornamenta de l'herc dels Pirineus era també la més llarga de les quatre subespècies que han habitat la península Ibèrica. El poeta Jacint Verdaguer la descrigué molt bé a la llibreta de notes d'excursió del 1882 al full 88v: 'L'herc hircus. Se troba en les muntanyes d'Espot. És més gros que un anoll vedell, i té les banyes amples com los braços, no ramoses.' Jacint Verdaguer va fer aparèixer també l'animal a L'Estany de Montcortés, aplegat a Rondalles: 'corrent darrere un herc, lo comte de Pallars muntat en son corser'.

## Història i extinció
Aquesta subespècie s'estenia originalment a totes dues vessants del Pirineu, des de l'Atlàntic fins a la Mediterrània. A diverses coves arreu del seu territori s'hi ha trobat proves que era peça de caça dels neandertals al Paleolític. Amb el pas dels segles desaparegué de les zones més meridionals per replegar-se als cims pirinencs, on encara era abundant al segle xix. Fins al segle xix era encara ben present al Pallars, l'Aran, la Ribagorça, el nord d'Aragó i a les regions veïnes de l'Arieja, l'Alta Garona i la Bigorra. A final del segle xix hi ha constància de captures a la Vall d'Aran, a Luishon i a la Vall de Benasc. El 1906, Juli Soler i Santaló, en el seu llibre La Vall d'Aran, ja afirma que l'herc, segons ell textualment herx a l'Aran, és molt estrany a la vall.
A la segona meitat del XIX, multitud de caçadors europeus, especialment espanyols, francesos i britànics, s'hi acostaren a la cerca de trofeus per abatre. La raresa de l'herc i l'imponent perfil de la cornamenta dels mascles, més grossa i separada que la de l'íbex (Capra ibex) dels Alps incrementaren el seu valor i demanda als cercles cinegètics. La caça fou tan intensa que cap a l'any 1900 ja s'havia extingit a França, mentre que al vessant sud dels Pirineus només hi restava un reduït grup d'una cinquantena d'exemplars, massa petit com per a ser viable a llarg termini. També, segons Joan Coromines a l'entrada d'herc al Diccionari etimològic i complementari de la llengua catalana, l'any 1924 un seu amic de nom Furquet, de Toran (a la Vall d'Aran, afirmava haver-ne vist i caçat. El mateix Coromines explica com l'any 1965 en mataren un a la Vall de Benasc. La protecció estatal no arribà fins al 1973 i la declaració del Parc Nacional d'Ordesa i Mont Perdut, única zona on resistia, fou insuficient per a la seva supervivència. Altres mesures com la cria en captivitat i el posterior alliberament al medi natural, que podien haver minvat les possibilitats d'extinció, no es prengueren fins a 1996, quan es capturà una femella que morí poc després en captivitat sense arribar a reproduir-se.
Malgrat tot, la població es mantingué estable per damunt de la trentena fins a 1981. No se sap gaire bé per què, minvà fins a 10 exemplars el 1993 i tan sols 2 en 1997. El darrer mascle morí el 1999 a causa de l'avançada edat i deixà una sola femella coneguda com a Cèlia. La Cèlia morí el gener del 2000 quan un arbre li caigué a sobre li destrossà el crani.

## Projecte de clonació
Abans que això passés, en 1999, el govern d'Aragó capturà el mateix exemplar per tal d'extreure i conservar teixits amb vistes a una possible clonació futura. Se'n congelaren cèl·lules de l'orella, que l'agost de 2000 foren cedides a l'empresa de biotecnologia Advance Cell Technology, que espera ser la primera a clonar un animal extingit en col·laboració amb els biòlegs de la conselleria de medi ambient d'Aragó.
Els responsables d'ACT ja han tractat de fusionar els nuclis de les cèl·lules disponibles amb ovocits anucleats d'altres animals (Capra pyrenaica hispanica i híbrids amb cabres domèstiques) i implantar els embrions resultants en cabres domèstiques. En un experiment semblant ACT ha reeixit a crear un embrió «gaur» (Bos gaurus, una espècie amenaçada) i implantar-lo a una vaca domèstica, per la qual cosa, la clonació de la cabra pirinenca, no hauria pas d'ésser més difícil. El principal problema és que tots els clons possibles compartiran el mateix material genètic i seran femelles, amb la qual cosa no es pot establir una població salvatge. El pla del govern d'Aragó és creuar els clons obtinguts amb mascles d'altres subespècies i després escollir les característiques més distintives de la cabra pirinenca. Amb tot i això els nous exemplars no serien autèntiques cabres pirinenques. Un altre pla alternatiu i més complicat encara, proposat per ACT és l'eliminació d'un cromosoma X d'una de les mostres, substituint-lo per un altre cromosoma Y d'una altra subespècie per tal de crear una versió masculina de Cèlia.
El primer intent seriós es conclogué el 2003 amb 285 nous embrions, 58 dels quals només es pogueren implantar a la matriu de cabres domèstiques. D'aquests només dos es desenvoluparen fins als dos mesos de gestació, moment en què totes dues mares adoptives patiren avortaments. Tal com es troba l'estat d'aquesta tecnologia el resultat no es pot considerar gaire desesperançador.